# Teresa Flores de Paliza
Teresa Flores Ochoa de Paliza (Cusco; Perú, 8 de marzo de 1932 - Ibídem, 10 de febrero del 2023) fue una docente y política peruana. Fue diputada por la región Cusco durante el periodo 1985-1990 y militante del Partido Aprista Peruano.

## Biografía
Teresa Flores Ochoa nació el 8 de marzo de 1932 en el departamento del Cusco en Perú. Fue hija de Miguel Ángel Flores Fernández y de María Pilar Ochoa.
Se desempeñó como profesora escolar y laboró en la Escuela San Vicente de Padua 749 del Cusco.
Fue militante del Partido Aprista Peruano y participó en las elecciones municipales del año 1980 como candidata a regidora de la Municipalidad Provincial del Cusco, la cual resultó elegida. Posteriormente en las elecciones del año 1983, Flores postuló a la alcaldía del Cusco y terminó en el segundo lugar detrás de Daniel Estrada Pérez, candidato de Izquierda Unida.
En 1985 fue elegida como diputada por el departamento del Cusco para el periodo 1985-1990. Dichas elecciones tuvo como ganador a Alan García como presidente del Perú. Teresa Flores, junto con la izquierdista Friñé Peña Castro-Cuba, fue una de las dos primeras mujeres en la historia que fueron elegidas diputadas por el departamento del Cusco.

## Fallecimiento
El 10 de febrero del 2023, Teresa Flores falleció a los 90 años en la ciudad del Cusco.